# Battlefield 1943
Battlefield 1943 var ett tv-spel utvecklat av den svenska spelstudion Digital Illusions CE (DICE) och utgivet av Electronic Arts. Det är det åttonde spelet i den svenskutvecklade skjutspelserien Battlefield och det andra spelet i serien som inte gavs ut till affär, utan som nedladdningsbart material till Xbox Live Arcade och Playstation Network. Spelet gavs ut 2009 och fanns tillgängligt till december 2023 när sevrarna lades ner och spelet avlistades från nätbutikerna.
Spelet utspelar sig i strider mellan amerikanska marinkåren och kejserliga japanska flottan på stillahavsfronten under andra världskriget. Spelet är mycket likt succéspelet Battlefield 1942, och får nog sägas vara mer som en remake än en uppföljare till spelet. I likhet med tidigare spel i serien kan spelare kontrollera infanteri såväl som fordon. Kartan Wake Island finns återigen med liksom den har i tidigare spel, samt två kartor baserade på slagen i Iwo Jima och Guadalcanal. Till skillnad från tidigare spel kan endast 24 spelare spela samtidigt till skillnad mot 64 som i de tidigare versionerna i serien.

## Gameplay
I överlag påminner spelet son de tidigare delarna av serien. Spelare delas upp i två lag om 12 man i varje, som kämpar om ett antal kontrollpunkter på kartan. Genom att kontrollera dessa punkter får spelarens lag övertag delvis genom nya platser för förstärkningar att återspawna, samt genom att motspelarlagets "tickets" - ett slags poäng - går stadigt nedåt. När ett lags tickets tar slut förlorar de. Det finns en ny funktion som kallas för "bombing run", som tillåter spelaren att styra tre medelstora bombflygplan (tre amerikanska B-25 Mitchell respektive tre japanska Mitsubishi G4M) och genomföra en bombmatta mot fiendens territorium.
Spelaren kan köra minst fyra fordon: en jeep, en landstigningsbåt, en stridsvagn och ett stridsflygplan. Både jeepar och landstigningsbåtar är transportfordon som har en monterad kulspruta. Jeepen har plats för upp till 3 passagerare och landstigningsbåtar har plats för 4-6 passagerare, beroende på storlek. Stridsvagnar har plats för två passagerare, och stridsflygplanen har bara plats för en.
Där tidigare spel har haft fyra till fem olika spelarklasser har Battlefield 1943 endast tre. Klasserna delas upp efter stridsuppgift. En spelare med klassen "Scout" utrustas för delad spaning och krypskytte, medan en "infanterist" har ett maskingevär och ett raketgevär för tyngre eldunderstöd. En "Rifleman" är utrustad med ett sedvanligt, tidstypiskt gevär.

### Fysik
Genom spelmotorn Frostbite, som också användes i Battlefield: Bad Company, har Battlefield 1943 getts kraftigare fysikfunktioner än tidigare spel. Träd kan bli förstörda eller överkörda i likhet med spel som Crysis, och hus kan bli sönderskjutna av tyngre vapen.  Marken kommer dock inte kunna att deformeras, men byggnader är fullt förstörbara till blotta ruiner.

### Kartor
Spelet innehåller tre kartor baserade på de kända slagen på Iwo Jima, Guadalcanal samt Wake Island. På grund av det lägre spelarantalet är kartorna strömlinjeformade för att ge spelare snabb tillgång till slagfältet och transportsträckorna har blivit förkortade sedan tidigare spel. I maj offentliggjordes ytterligare en bana till spelet, Coral Sea, som är baserad på slaget om Korallhavet.

## Digital distribution
Battlefield 1943 distribuerades enbart online. Med en nedladdningsstorlek på ca 500 megabyte, och ett relativt lågt pris om cirka 120 kronor, tilltalades spelet till större mängder än tidigare, och därmed även motverkade risken för piratkopiering. Spelet gavs ut till Xbox 360 via Xbox Games Store, och till Playstation 3 via dess motsvarande Playstation Store. Funktioner för kommande nerladdningsbart tilläggsmaterial kommer att vara inbyggda i spelet från början, men huruvida detta kommer att användas i någon större utsträckning förväntas bero på försäljning och spelarnas reaktion till spelet.

## Mottagande
| Mottagande                  | Mottagande                 |
| Samlingsbetyg               | Samlingsbetyg              |
| Tjänst                      | Betyg                      |
| --------------------------- | -------------------------- |
| Gamerankings                | (PS3) 85.90% (X360) 84.90% |
| Metacritic                  | (PS3) 84/100 (X360) 83/100 |
| Recensionsbetyg             |                            |
| Publikation                 | Betyg                      |
| 1UP.com                     | B+                         |
| Edge                        | 9/10                       |
| Eurogamer                   | 8/10                       |
| Game Informer               | 8.5/10                     |
| Gamepro                     | 4.5/5 stjärnor             |
| Gamespot                    | 8/10                       |
| Gamespy                     | [ 14 ]                     |
| Gametrailers                | 7.6/10                     |
| Gamezone                    | 8/10                       |
| IGN                         | 8.5/10                     |
| Official Xbox Magazine      | 7.5/10                     |
| Official Xbox Magazine (UK) | 8/10                       |
| TeamXbox                    | 8.8/10                     |
| Videogamer.com              | 8/10                       |
| X-Play                      | [ 21 ]                     |
| Gamereactor                 | 8/10                       |

Battlefield 1943 möttes av en hel del positiva recensioner, med ett snittbetyg på 84,90% och 85,90% för Xbox 360- respektive PlayStation 3-versionen enligt GameRankings. Den amerikanska spelsajten GameSpot gav Xbox 360-versionen åtta av tio i betyg och sade att spelet var "väl värt priset." På Xbox Live Arcade är Battlefield 1943 den titel som har sålt snabbast under sin första dag och första vecka i utbudet.